# Jean-Pierre Serre
(motivazione dell'assegnazione del Premio Abel a Jean Pierre Serre nel 2003)
Jean-Pierre Serre (Bages, 15 settembre 1926) è un matematico francese, noto per i suoi contributi in geometria algebrica, teoria dei numeri e topologia.
Serre ha avuto un ruolo di primaria importanza nel progresso della matematica del XX secolo. Per quanto riguarda la topologia ha sviluppato metodi algebrici innovativi, in particolare ha indagato le trasformazioni tra sfere di dimensioni superiori.

## Biografia
Nato a Bages nei Pirenei Orientali il 15 settembre 1926. Dopo gli studi presso l'École Normale Supérieure di Parigi dal 1945 al 1948 ha ottenuto il dottorato alla
Sorbona nel 1951, discutendo una tesi in topologia algebrica sotto la direzione di Henri Cartan.
Negli anni successivi ha prodotto lavori fondamentali nel campo della teoria dei numeri e della geometria algebrica.
È stato il primo matematico vivente a ricevere il Premio Abel nel 2003 ed è ad oggi la più giovane medaglia Fields di sempre. Dal 1956 al 1994 ha ricoperto la "Chaire d'Algèbre et Géométrie" presso il Collège de France dove è oggi professore onorario.

## Contributi
Dalla fine degli anni quaranta ha partecipato all'attività del gruppo Bourbaki e ha preso parte ai celebri séminaire Cartan. Negli anni successivi iniziò a lavorare nel campo della topologia algebrica. Insieme a Cartan, Serre propose di usare la tecnica degli spazi di Eilenberg-MacLane per computare i gruppi di omotopia delle sfere, che a quel tempo era considerato il problema centrale in topologia.
Successivamente ha sviluppato una riformulazione della teoria delle funzioni di variabile complessa nei termini dell'emergente teoria dei fasci. Lo studio delle varietà proiettive in questo contesto lo ha condotto ad occuparsi di geometria algebrica astratta, nell'ambito della quale ha introdotto la nozione nota come varietà di Serre.
Nel suo discorso alla cerimonia di premiazione della Medaglia Fields nel 1954, Hermann Weyl aveva lodato Serre in termini entusiastici per il fatto che per la prima volta il premio veniva assegnato ad un algebrista. Serre in seguito cambiò il suo campo di ricerca, tuttavia la percezione di Weyl che il campo d'indagine dell'analisi classica fosse stato sostituito dall'algebra astratta è stata successivamente giustificata, così come la sua valutazione sul ruolo centrale che ebbe Serre in questo cambiamento.
Negli anni 1960 una proficua collaborazione tra Serre e il matematico Alexander Grothendieck ha portato a lavori fondamentali nel campo della geometria algebrica, in gran parte motivati dalla congettura di Weil. I due maggiori lavori di Serre di questo periodo sono i "Faisceaux Algébriques Cohérents" (FAC) e "Geometrie Algébrique et Géométrie Analytique" (GAGA).
La ricerca di Serre è stata fondamentale per molte delle più brillanti scoperte recenti, compresa la dimostrazione dell'ultimo teorema di Fermat da parte di Andrew Wiles.

## Posizioni professionali
- Ricercatore presso il Centre national de la recherche scientifique a Parigi dal 1948 al 1954
- Professore associato all'Università di Nancy dal 1954 al 1956
- Titolare della Cattedra di «Algebra e Geometria» al Collège de France, Parigi, dal 1956 al 1994
- Professore onorario al Collège de France, Parigi, dal 1994 ad oggi

## Premi
- 1954 Medaglia Fields
- 1970 Premio Gaston Julia
- 1971 Médaille Émile Picard (Académie des Sciences)
- 1974 Premio della Royal Society of London
- 1985 Premio Balzan
- 1995 Premio Steele
- 2000 Premio Wolf per la matematica
- 2003 Premio Abel

## Appartenenze
- Membro della Royal Society di Londra
- Membro dell'Accademia Nazionale delle Scienze di Norvegia
- Membro dell'Academie des Sciences di Francia